# Belimbing (Muara Pinang)
Belimbing is een bestuurslaag in het regentschap Empat Lawang van de provincie Zuid-Sumatra, Indonesië. Belimbing telt 640 inwoners (volkstelling 2010).